# تپه زری
تپه زری مربوط به سده‌های میانه دوران‌های تاریخی پس از اسلام است و در شهرستان مانه و سملقان، بخش سملقان، شهرآوا شهرآباد خاور واقع شده و این اثر در تاریخ ۱۸ شهریور ۱۳۸۷ با شمارهٔ ثبت ۲۳۲۹۵ به‌عنوان یکی از آثار ملی ایران به ثبت رسیده است.